# 全日本産業別労働組合会議
全日本産業別労働組合会議（ぜんにほんさんぎょうべつろうどうくみあいかいぎ、英: Congress of Industrial Unions of Japan、CIU）は、戦後初期に存在した日本における労働組合のナショナルセンター。略称は産別会議（さんべつかいぎ）、さらに省略して産別（さんべつ）とも。

## 概要
第二次世界大戦の敗戦後、日本の労働運動は急速な盛り上がりを見せた。産別会議は、その際に日本共産党の影響力の強い左派の労働組合を集めて結成されたナショナルセンターである。結成したのは1946年8月21日で、電気・国鉄・鉄鋼業・機器製造業・石炭鉱業など21単産、当時の組織労働者の40％以上に当たる163万人の組合員をもって結成された。政治的には右派の日本労働組合総同盟（総同盟、組合員数85万人）と競合し、二・一ゼネスト、労働立法の制定、産業復興、最低賃金制の確立、労働協約の締結など、戦後初期の日本の労働運動において重要な役割を果たした。また、国際的には世界労働組合連盟（世界労連）とも友好関係にあった。
1947年には、総同盟やその他の労働組合とともに、労働戦線統一の第一歩として全国労働組合連絡協議会（全労連、組合員数450万人）を立ち上げた。しかし、1948年頃から産別会議を批判する勢力が強まり、産別民主化同盟（産別民同、民同）が結成される。民同派は2年足らずのうちに官民を問わず労働運動全体に波及して、運動の主導権を握った。ただし、民同派は反共主義が先行して、労働運動の民主化という本来の目的からそれた部分も否定できず、左右対立と組織分裂はその後の労働運動にも大きな課題を残すこととなった。産別会議は、民同派が相次いで脱退・離脱したことにより、組織は弱体化。さらに1949年以降、レッドパージによる弾圧で打撃を受けた。1950年に日本労働組合総評議会（総評）が結成された時点で少数派に転落し、共産党の混乱が続くなかでその後も勢力を回復することはできず（1950年代半ばで組合員数1万数千人）、1958年2月15日に解散した。

## 歴史

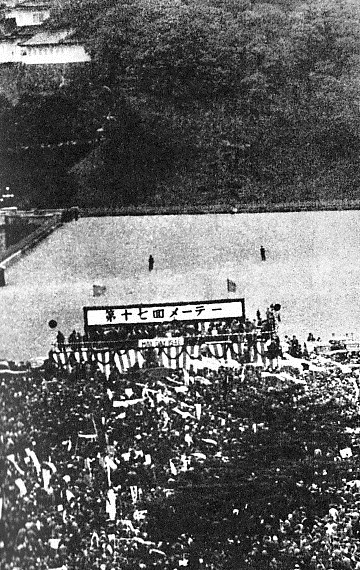
戦後最初のメーデー(1946年)。当時分裂していた労働戦線の統一が決議された。

### 産別会議の結成
第二次世界大戦の敗戦後、連合国軍最高司令官総司令部（GHQ/SCAP）は、日本の非軍事化と民主化のために秘密警察の廃止や婦人解放などと並んで、労働組合の結成を奨励した。これに伴って1945年10月以降、各地で労働組合の結成が相次いだ。戦前・戦時から活動を続けてきた共産党員を含む左派の活動家は、各地域や各地域で労働組合の結成に取り組んだ。このうち、地域別に組織化に取り組んだグループは、神奈川県や東京都などで工場代表者会議や地区労働組合協議会をつくった。1946年1月20日には関東地方労働組合協議会が結成され、経営者による御用組合反対、労働組合の地方組織の全国協議会の結成、統一戦線の推進、思想・信仰・政党支持の自由、民主的な代表制などを打ち出した。他方で、産業別に組織化に取り組んだグループのうち、いち早く組織の単一化を果たした日本新聞通信労働組合（新聞通信、新聞単一）の呼び掛けで、2月20日に産別会議準備会の発起人会が発足した。4月以降、産業別の全国組織が相次いでつくられ、これらを結集して産別会議が結成された。1946年8月19日～8月21日に開かれた創立大会では、21団体、約160万人が組織されていると報告された。これは、同時期に結成された右派のナショナルセンターである総同盟よりも多いものであった。
総同盟が府県連合会を基礎としていたのに対し、産別会議は産業別労働組合を基礎とし、世界労連の基本綱領に基づく綱領をもっていた。産別会議綱領は、労働者と労働組合の権利擁護、旧制度・旧政治勢力の一掃、週40時間労働制や社会保険の獲得、女性・少年労働者の保護、経済再建、労働戦線の統一、労農同盟や国際連帯が謳われ、いずれも「……ために闘う」で結ばれていた（# 綱領・目的を参照のこと）。参加した労働組合は、読売争議・日本鋼管鶴見製鉄所争議・東宝争議などを行った戦闘的な組合を多く抱えていた。

### 政府・占領軍との対立と労働攻勢
敗戦後、高まりを見せていた労働運動に対して、占領軍や日本政府はこれを抑え込もうとした。日本政府は1946年2月1日、生産管理闘争を経営者の所有権侵害として事実上否定する司法・内務・商工・厚生の四相声明を発表し、占領軍も食料メーデー後に「暴民デモを許さず」の声明をマッカーサー司令長官が出した。さらに、第1次吉田内閣は6月13日に「社会秩序保持に関する声明」を発表して、社会秩序を乱す恐れのある大衆運動の取り締まり、生産管理戦術の否認などを宣言した。政府は労働関係調整法の制定を図り、8月になると国鉄・海員などで復員によって増加した労働者数の削減を図った。こうして、日本政府・占領軍と労働運動側の緊張は高まった。
このような状況のなかで、労働運動側はストライキ戦術によるより強硬な闘争を組織して、8月末から9月にかけて国鉄や海員において大量馘首の撤回や大幅賃上げなどの成果をおさめた。産別会議も9月19日に最高闘争委員会を設置して、馘首絶対反対、最低賃金制の確立と待遇改善、産業別統一団体協約の獲得、吉田内閣打倒などの目標をかかげた産別十月闘争（10月攻勢）に取り組んだ。まず、新聞通信放送支部が争議に突入し、10月5日にはNHKラジオが放送を停止した。続いて電産協も争議に突入し、停電ストや送電停止戦術などを駆使して、生活費を基礎とする最低賃金制（電産型賃金体系）を勝ち取った。11月1日には、労働組合と経営者団体との産業別の団体協約基準案を発表した。また、日教労が呼び掛けた「最低生活権獲得全国教員組合大会」や全逓大会も、最低賃金制の確立と待遇改善、団体協約の締結などの要求を決議して、次第に公務員労働者の運動が争点化することとなった。
10月以降運動を続けてきた教員・全逓・国鉄・官公庁の労働組合は、11月26日に全官公庁共同闘争委員会を立ち上げて、大幅賃上げと最低賃金制の確立、越年資金の支給、団体協約の締結などを共同で要求した。産別会議もこの動きを支援し、社共両党・日農・総同盟などとともに12月17日の「生活権確保・吉田内閣打倒国民大会」に参加した。こうした動きのなかで、産別会議・総同盟・日労会議その他の共同がつくられ、翌1947年1月15日には全国労働組合共同闘争委員会（全闘）が、産別会議・総同盟ほか30組合の参加によって組織された。吉田政権が労働組合を敵視するなかで、政府と労働運動の対立は頂点に達して二・一ゼネストに突入することになった。このように、産別会議は戦後初期の労働攻勢を主導して、労働組合の組織化、馘首撤回や労働者の権利擁護、待遇改善の実現、団体協約の締結などに大きな役割を果たした。

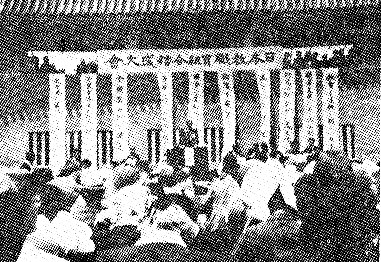
日教組結成大会(1947年)。2.1スト後の労働戦線統一の機運のなかで生まれ、産別会議に加盟していた旧･日教労系の組織も参加した。

### 全労連の結成と労働戦線の統一の動き
二・一ゼネストは占領軍の命令で挫折したものの、一定の待遇改善、労働協約の締結などの成果を獲得するとともに、労働運動の盛り上がりのなかで対立していた労働団体が協力する機運が生じた。全闘の解散後に全国労働組合会議準備会を組織し、曲折のすえに1947年3月10日、単一のナショナルセンターへの第一歩として全国労働組合連絡協議会（全労連）を結成した。全労連には産別会議・総同盟・日労会議・官公庁労組・その他民間労組が加盟し、当時の組織労働者の84%にあたる420万人を組織した。また、各産業でも組織統一が取り組まれ、国鉄では国鉄労働組合、教員組合では日本教職員組合、化学産業では化学労働組合全国協議会（化全協）、公務員関係では全官公庁労働組合連絡協議会（全官公）が結成され、産別会議系の労働組合もこれらに参加した。
労働組合の統一・強化の動きは、産別会議の内部でも起こった。3月12日～3月13日の拡大執行委員会では、より大きな産業ごとに組織を整理していく大産別整理の方針が提起された。機関紙『労働戦線』4月号は「産別整理への提案」と題する論文を載せ、大産別整理を通じて労働戦線を統一することを提起した。特に金属産業でこの動きが進展し、産別会議・総同盟・日労会議・無所属を超えた「大金属合同」の動きが生まれた。11月に開かれた産別会議第3回大会は、一連の動きを踏まえて大産別整理による無条件合同、全労連・世界労連への結集、地域における共同闘争の強化などの方針を改めて決定し、統一のために「産別会議のわく」をうち破る用意があることを表明した。

### 産別民主化同盟の発足
二・一ゼネストは一方で労働戦線の統一を促進したが、他方でこれまでの労働組合の運動方針に対する批判や反省も生み出した。ゼネストに参加した各組合は、1947年4～5月にかけて開かれた各種の会議で自己批判を行った。1947年5月10日～5月11日に開かれた産別会議幹事会は、ストライキ偏重し日常闘争が欠如していたこと、特定政党（＝共産党）の指導下にあるという印象を持たれたことなどを自己批判し、続く執行委員会でもこの自己批判を採択した。しかし、7月10日～7月13日に開いた第2回臨時大会では、執行部が提案した自己批判案を左派系の代議員が「坊主さんげ」と批判し、運動方針案も否決されてより戦闘的な闘争目標が掲げられた。これにより、自己批判を主導してきた各組合の幹部や産別会議の書記の不満を呼ぶことになった。続く11月17日～11月20日の第3回定期大会では、共産党の提唱する地域人民闘争でなく、地域における共同闘争の強化を通じて全国的な統一闘争に取り組む運動方針案を掲げた。しかし、これも再び左派の多数派代議員によって否決されて、より共産党色を強くするかたちで全面書き換えがなされた。
産別会議の左派優位の動きに不満を持った一部の幹部や書記は、特定政党による組合支配の排除と組合の民主化を求めるグループをつくった。総同盟は1948年1月の第2回中央委員会で共産党の組合支配に反対する労組民主化運動を提唱していたが、前年12月に産別会議の書記を辞職していた細谷松太らが中心となって、2月13日、産別民主化同盟の結成が発表された。この発表に名前を連ねた幹事や書記は30名に及んだ。結成趣意書と声明は、「共産党フラク活動による組合不明朗と二重支配による非民主性」を排除し、「一切の自由組合をして一大陣列に結集」することを目標とした。同じように、各産別組合でも二・一ゼネストに対する自己批判と新しい運動方針をめぐって、共産党による組合指導を批判する動きが生じ、国鉄反共連盟、電産緑会、全日通白通会、全逓再建同盟などが次々と生まれ、これらの各組合で主導権の獲得を図った。
産別民主化同盟の結成に対して、産別会議の対応は揺れ動いた。発表直後の2月16日～2月17日に開かれた幹事会では民主化同盟を認めないと決定し、民同派の役員や書記らは辞任を声明した。続く2月21日に開かれた執行委員会では意見はまとまらず、発足の動機は了解するもののその時期・方法・手段は遺憾であり、しかし規約・綱領に反しないかぎりその存廃には関与しない、共産党員の成熟を期待するとともに民主化同盟の自重を望む、といった玉虫色の声明を採択した。他方で、共産党は細谷松太ら民主化同盟の動きを「分裂主義」として強く非難した。

### 民同派との対立と組織の弱体化
産別民主化同盟が発足後、産別会議をはじめとした各組合で民同派が主導するかたちで労働運動の分裂が進み、左右対立は激しさを増した。産別会議の加盟組織では、新聞通信において放送支部が脱退して日放労が結成され、読売・毎日・朝日が脱退の動きを見せるなかで新聞通信も産別会議を脱退した。また、日映演では第3次東宝争議をめぐって東宝支部が分裂して全映演が結成された。産別民主化同盟は、1948年6月12日～6月13日に第1回全国大会を開いて本格的な組織化を見せ、全官公の七月闘争をめぐって政府が出した政令201号に関して、産別会議・全官公を中心とする共産党の極左主義が事態を引き起こしたと批判した。さらに、産別民主化同盟は総同盟や他の民同派と連携して全国労働組合代表者会議、全国労働組合会議準備会を開催して産別会議・全労連に対抗する組織の結成を図った。
1948年11月19日～11月22日に開催された産別会議第4回定期大会では、左派と民同派が激しく対立した。左派代議員の提案によって産別民主化同盟の問題が取り上げられると、大会代議員の圧倒的多数で「産別民主化同盟の全労働者に対する階級的裏切行為」を糾弾し解散するべきであると決議がなされた。これを不満とする電産・全日通・全生保などの民同派代議員52名が退場した。12月10日、産別民主化同盟は第2回全国大会を開いて新しい産別会議を結成する方針などを決定し、両者の分裂は決定的となった。
このように産別会議をはじめとした各組合で民同派が主導するかたちで分裂が進んだが、1949年前半までは左派側の活動も活発であった。1947年末に結成された大金属共同闘争委員会のなかから、産別会議加盟の全鉄労・全日本機器・全国車輛が合同して1948年10月14日に全日本金属労働組合（全日本金属または全金属）が結成された。さらに総同盟全国金属は参加しなかったものの、12月10日に全金属・全電工・全電線・全造船・全自動車などとともに全日本金属産業労働組合協議会（大金属）という統一団体も誕生している。また、化学産業では化全協のなかから大化学産業労働組合会議（大化学）が組織された。1949年1月の第24回衆議院議員総選挙では社会党惨敗、共産党躍進という政治情勢もあり左派支持の勢いもあった。実際に、国労や全逓では左派が主導権を握って、民同派に対抗する局面が見られた。
しかし、1949年7月からレッドパージが始まって、左派は急速に弱体化した。占領軍の圧力や支援のもと、日本政府や民間企業は左派の活動家を積極的に排除し、労働組合の分裂や産別会議・全労連からの脱退が相次いだ。最初に、1949年後半に定員法で国鉄・郵政、教育などで10万人以上が解雇された。このなかで、産別会議に加盟するなかで最大の組織を有していた全逓は、左派（統一派・全逓信労働組合）と民同派（正統派・全逓信従業員組合）に分裂した。また、全金属など多くの組合から脱退が相次ぎ、全日通も産別会議・全労連の脱退を決議した。1949年11月28日～11月30日に開かれた産別会議第5回定期大会では、12組合・約76万人にまで減ったことが報告された。また、産別民主化同盟は新たに全国産業別労働組合連合（新産別、32万人）を結成して、正式に産別会議を脱退した。その後も、全生保（1949年12月）、全港湾（1950年5月）が産別会議の脱退を決めた。こうした組織と運動の危機に対して、産別会議は地域共闘や越年闘争といった統一行動の強化を進めるとともに、4月17日の執行委員会で組織を自ら解散して全労連に一本化することで全労連を強化することを打ち出した。
1950年6月に朝鮮戦争が始まると、占領軍は日本共産党やその影響の及ぶ団体を直接的に弾圧するようになり、産別会議は決定的な打撃を受けた。7月以降、新聞・放送、電気、映画、日通、鉄鋼、化学、石炭、私鉄などで1万人以上、公務員で1,000人以上のパージが行われた。レッドパージに前後して民同派による左派の排除が行われた組合も少なからずあり、電産では左派活動家の排除のための組合員の再登録が行われ、11月に産別会議を脱退した。この結果、産別会議の組織人員はさらに減少し、1950年6月末時点で9組合・約29万人、同12月末時点で7組合・約11万人にまで急減して少数派に転落した。また、全労連に対する弾圧も強まり、占領軍の意を受けた日本政府は機関紙『労働新聞』を無期限発行停止を命じ、8月30日に団体等規正令に基づいて解散命令を下して幹部12人を公職追放した。こうした一連の弾圧と分裂・脱退のなかで左派の労働運動は決定的な打撃を受けた。反対に民同派の結集が進められ、1950年7月12日には民同派の大半を結集した日本労働組合総評議会（総評、400万人）が占領軍の後押しで結成され、産別会議から離脱あるいは分裂した新産別、全逓従組、電産、炭労、日放労、新聞労連などもこれに参加した。

### 低迷から解散へ
1959年5月、本部事務局資料や単産資料など産別会議が発行・収集したいっさいの資料が、産別会議記念会（代表・杉浦正男）より大原社会問題研究所に寄贈された。
1989年11月21日に結成された全国労働組合総連合（全労連）は、みずからの系譜を、「産別会議をはじめとした日本労働者階級のたたかいの歴史と伝統、財産を受け継い」だものとして意義づけている。
全労連は、産別会議の土地を継承して建設された「平和と労働会館」（港区新橋、1966年）に事務所をおいていた、日本国民救援会、労働者教育協会、原水爆禁止日本協議会、日本美術会、治安維持法犠牲者国家賠償要求同盟と力をあわせて「平和と労働センター・全労連会館」（JR御茶ノ水、2001年5月竣工）を建設し、全日本民主医療機関連合会、働くもののいのちと健康を守る全国センター、国民大運動実行委員会などとともに活動の場としている。

## 綱領・目的
産別会議綱領（抄）
1. われわれは労働者と労働組合の基本的権利をまもるために斗う。
2. われわれは封建的、植民地的労働条件を一掃するために斗う。
3. われわれは一週四十四時間労働制獲得のために斗う。
4. われわれは婦人、少年労働者の完全なる保護のために斗う。
5. われわれは資本家全額負担の失業保険獲得のために斗う。
6. われわれは民族経済の復興のために斗う。
7. われわれはファシズム、軍国主義の残存勢力を撲滅するために斗う。
8. われわれは労働戦線の完全な統一のために斗う。
9. われわれは働く農民との同盟結成のために斗う。
10. われわれは世界労働者階級と提携し、永久平和のために斗う。

産別会議規約（抄）
第二条　本会議は次の各項の実現を目的とする。
一、人種、国籍、信仰、政治的信条にかゝわりなく、あらゆる民主主義的労働組合とすべての未組織労働者を産業別単一組合に組織し、さらにこれを全階級的団結に結集すること。
二、労働者と労働組合の基本的権利を擁護し、働く者の権利と自由を拡大すること。
三、日本労働者の劣悪な労働条件を徹底的に改善すること、また労働者の利益をまもる社会立法を獲得すること。
四、生産に対する労働者の発言権と決定権を強化し、労働者ならびにすべての勤労人民のために、産業を復興すること。
五、わが国の封建主義、専制主義、軍国主義、ファシズムおよび民主々義を妨害するあらゆる勢力を撲滅すること。
六、全世界労働者の国際的団結に参加し一切の戦争の根源と斗うことによって世界平和を永久に確保すること。
第三条　本会議はその目的実現のために次の活動を行う。
一、情勢の検討と階級的政策の決定、そしてそれを共同遂行すること。
二、産業別組合間の情報を交換蒐集すること。
三、産業別組合間の共同斗争を組織しあるいは共同援助すること。
四、産業別組合を強化拡大するために援助を与えること。
五、地方産業別会議と連絡すること。
六、労働調査と産業調査を行うこと。
七、労働学校その他の加盟組合の文化活動に対して援助を与えること。
八、出版物、機関紙を発行すること。
九、国際的情報の交換と連絡を行うこと。

## 組織体制

### 中央組織
- 大会
- 幹事会、執行委員会、拡大中央執行委員会
- 本部：東京都港区芝新橋七丁目一二番地 産別会館
  - 事務局
  - 専門部：組織部、教育宣伝部、財政部、婦人対策部、青年対策部、法律部、国際部、出版部、文化部、機関紙部（第1回大会時）[23]

### 歴代役員
| 大会（選出時期）                 | 議長                 | 副議長                                  | 事務局長           | 幹事 | 幹事 | 備考                                      |
| -------------------------------- | -------------------- | --------------------------------------- | ------------------ | --- | --- | ----------------------------------------- |
| 第1回大会 （1946年8月選出）      | 聴濤克巳（新聞通信） | 坂口康夫（国鉄東京） 土橋一吉（全逓）   | 佐藤泰三（電産協） | 鈴木栄一（化学・準） 達田正（全鉄労） 津々良渉（全炭）                                                                                                | 中原淳吉（関東電工） 松本慎一（印刷出版） 山﨑良一（機器・準）                                                                         | 事務局次長 ＝細谷松太（化学・準）         |
| 臨時大会 （1947年7月選出）       | 菅道（全日本機器）   | 亀田東伍（全日化） 光村甚助（全逓）     | 吉田賢治（機器）   | 大野健三（全日通） 川畑静二（電産） 菊池修吾（全食糧） 喜多康二（印刷出版） 田井増五郎（全港湾）                                                      | 高山慶太郎（全炭） 中原淳吉（全電工） 松村弘（全鉄労） 三和義明（全生保） 和田次郎（全国車輛）                                         |                                           |
| 第3回定期大会 （1947年11月選出） | 〃                   | 〃                                      | 〃                 | 荒賀文吉（全国車輛） 大野健三（全日通） 川畑静二（電産） 金山敏（全生保） 菊池修吾（全食糧） 嵯峨善兵（日映演） 喜多康二（印刷出版） 清澤宗司（全逓） | 田井増五郎（全港湾） 高山慶太郎（全炭） 中原淳吉（全電工） 古川致福（全木労） 松村弘（全鉄労） 柳澤清男（新聞通信） 湯澤喜一（全逓） ― |                                           |
| 第4回定期大会 （1948年11月選出） | 〃 （全金属）        | 嵯峨善兵（日映演） 高原晋一（全逓）     | 高倉金一郎（電産） | 荒賀文吉（全金属） 金子健太（全金属） 猿渡文江（全日化） 鈴木次郎（全電工） 竹内八太郎（全生保）                                                      | 寺井辰男（全駐労） 中原淳吉（全電工） 久村文吾（全逓） 古川致福（全木労） 安田茂（全港湾）                                             |                                           |
| 第5回定期大会 （1949年11月選出） | 吉田資治（全金属）   | 小林郁夫（日映演） 高原晋一（全逓労）   | 足立長太郎（電産） | 荒賀文吉（全金属） 伊藤清（東京土建） 岸田長二（全港湾）                                                                                              | 杉浦正男（印刷出版） 原田靖臣（全建労） 横田享（全医協）                                                                               |                                           |
| （1950年11月選出）               | 〃                   | 高原普一（全逓労）                      | 吉田秀夫（全医協） | ― | ― |                                           |
| （1952年11月選出）               | 〃                   | 杉浦正男（印刷出版）                    | 増田峯男（全逓労） | ― | ― |                                           |
| 第6回大会 （1956年7月選出）      | 市川福平（全金属）   | 我妻佐武郎（全金属） 外園隆久（全医協） | 杉浦正男（本部）   | ― | ― |                                           |
| 第7回定期大会 （1957年10月選出） | 〃                   | 我妻佐武郎（全金属）                    | 〃                 | ― | ― | 1958年2月15日の 第8回臨時大会で任期終了。 |

（出典）労働省編『資料労働運動史』各年版（労務行政研究所）より作成。

### 地方組織
沖縄を除く46都道府県に、「神奈川県地方産別会議」等の名称の地方組織がつくられた。1947年11月の定期大会に提出された資料によれば、各都道府県で産別会議系の労働組合が参加している組織は①地方産別型、②労組会議型、③県労協型に分類されている。第1の「地方産別型」とは、産別会議に加入している組合を中心に組織しているもの。第2の「労組会議型」とは、産別系・総同盟系・その他中立の労働組合がそれぞれ所属別・産業別に加盟しているもの。第3の「県労協型」とは、各労働組合が所属別・産業別に整理されずに包括的に組織されているものである。
このように、ローカルセンターの組織状況は地域によってまちまちであった。そのため、中央とは異なる動きを示している場合も多い。例えば大阪では、西尾末広に代表されるように戦前以来の右派を受け継いだ総同盟系の勢力が強い地域であったが、1946年前半の時点で産別会議系の活動家や共産党大阪府委員会（志田重男ら）は、総同盟に一本化する動きをしていた。しかし、共産党中央が独自組織の結成を決定して中央で産別会議がつくられたこと、現場活動家が総同盟の保守的体質や組織方針に不満を持っていたことなどから、独自に産別会議関西地方会議が結成されるに至ったとみられる。
| 組織名                           | 結成           | 組合員数  | 性格       | 備考 |
| -------------------------------- | -------------- | --------- | ---------- | --- |
| 北海道産業別労働組合会議         | 1946年9月13日  | 142,073人 | 地方産別型 | 室蘭地区協議会あり。総同盟などと北海道労働組合会議を組織(1947年10月)。                                                                                               |
| 青森県全労働組合会議             | 1947年3月9日   | 47,383人  | 〃         | 中弘地区・南部地区・西北地区・三八地区・上北地区にそれぞれ全労会議あり。                                                                                             |
| 全岩手県産業別労働組合会議       |                | 24,274人  | 〃         | 和賀地区産別会議あり。 |
| 宮城県労働組合協議会             | 1946年3月      | 16,100人  | 〃         | 全逓・電産・化学などが加盟。総同盟・全官公・国鉄・教組などと宮城地方労働組合合同協議会を組織(1947年2月)。                                                            |
| 秋田県労働組合協議会             | 1946年3月28日  | 39,000人  | 〃         | 全逓・国鉄・電産・鉱山・帝石・東北肥料・東北パルプなどが加盟。平鹿地区・由利地区・北鹿地区労協あり。総同盟などと秋田県労働組合会議を組織(1947年2月)。                |
| 山形県産業別労働組合会議         | 1946年11月8日  | 33,798人  | 〃         | 全逓・国鉄・教組・電産などが加盟。産別山形地方会議から改組(1947年9月)。                                                                                              |
| 福島県労働組合中央連盟           | 1946年秋頃     |           | 労組会議型 | 全逓・国鉄・電産などが加盟。総同盟などと福島県労働組合会議を組織(1947年3月)。                                                                                        |
| 茨城県労働組合連盟               | 1946年初め頃   | 22,530人  | 県労協型   | ※総同盟系を含む県下労組の連絡組織。 |
| 栃木県地方産業別労働組合会議     | 1946年2月9日   | 32,102人  | 地方産別型 | 全逓・電産・足尾古河電線などが加盟。総同盟などとともに連絡協議会を組織(1947年8月)。                                                                                  |
| 群馬県労働組合会議               | 1946年7月26日  | 39,000人  | 〃         | 全逓・国鉄・機器・電産などが加盟。 |
| 埼玉地方産業別労働組合会議       | 1947年10月7日  | 19,348人  | 〃         | 全逓・機器・電工・電産などが加盟。県労協として発足し(1946年1月)、産別整理を経て結成。                                                                                |
| 千葉県労働組合会議               | 1946年8月27日  | 30,811人  | 〃         | 10月闘争時に総同盟系が離脱するも、地区会議では総同盟・全官公とともに組織する場合あり。                                                                               |
| (東京地方産業別労働組合会議)     |                |           |            | ※1947年12月結成予定。 |
| 神奈川県地方産業別労働組合会議   | 1946年9月13日  | 82,000人  | 地方産別型 | 国鉄・機器・電工・電産・造船などが加盟。県労協として発足し(1946年1月)、改組。                                                                                        |
| 新潟県産業別労働組合会議         | 1947年4月3日   | 30,000人  | 〃         | 県労連として発足し(1946年3月)、産別・総同盟・全官公などに整理されたのち、新潟県労働組合会議が組織(1947年8月)。                                                       |
| 富山県労働組合協議会             |                |           |            | ※詳細不明。 |
| 全日本産業別労働組合石川地方会議 | 1947年11月10日 | 16,029人  | 地方産別型 | 県労連として発足し(1946年1月)、総同盟・全官公が離脱して産別に改組したのち、石川全労働組合会議を組織(1947年9月)。                                                     |
| 福井県労働組合協議会             | 1947年4月10日  | 16,100人  | 〃         | 全逓・国鉄・電産・東洋紡などが加盟。 |
| 山梨県労働組合協議会             |                | 25,000人  | 県労協型   | ※総同盟系を含む県下労組の連絡組織。 |
| 長野県労働組合会議               | 1946年9月5日   | 85,000人  | 地方産別型 | 全逓・電産などが加盟。 |
| 岐阜県産業別労働組合会議         |                | 19,570人  | 〃         | 全逓・電産などが加盟。 |
| 静岡県労働組合会議               | 1946年12月9日  | 96,595人  | 労組会議型 | 産別系・総同盟系の各単産などが加盟。 |
| 愛知県産業別労働組合会議         | 1946年8月12日  | 92,000人  | 地方産別型 | 全逓・国鉄・鉄労・電産などが加盟。総同盟・全官公・全自動車・窯業などと愛知労働組合会議を組織。                                                                       |
| 三重県                           |                |           |            | ※未組織。 |
| 全日本産業別労働組合関西地方会議 | 1946年9月18日  | 124,000人 | 地方産別型 | 全逓・日通・鉄労・機器・電産などが加盟。10月闘争を通じて、大阪を中心として京都・兵庫・滋賀など関西一円を組織。                                                       |
| 滋賀県労働組合連盟               | 1947年2月      | 7,000人   | 〃         | 全逓・電産・私鉄などが加盟。 |
| 産別関西地方会議京都地区会議     | 1947年1月17日  | 27,000人  | 〃         | 全逓・電産・陶磁器などが加盟。10月闘争を通じてつくられた準備会を経て結成。総同盟・全官公・京都金属労働組合連合会(KKR)などと京都地方労働組合協議会を組織(1947年4月)。 |
| 大阪地方産業別労働組合会議       | 1947年夏       | 65,000人  | 〃         | 全逓・鉄労・機器・電工・車輌・電産などが加盟。 |
| 兵庫県産業別労働組合会議         | 1946年2月1日   | 39,000人  | 〃         | 全逓・日通・鉄労・機器・電工・車輌・電産・港湾などが加盟。総同盟などと兵庫県労働組合協議会を組織。                                                                   |
| 奈良県全労働組合協議会           | 1947年6月27日  | 44,367人  | 県労協型   | 全逓・国鉄・交通・電産・繊維・山林・土建などが加盟。総同盟系を含む県下労組の連絡機関。                                                                               |
| 和歌山県                         |                |           |            | ※未組織。 |
| 鳥取県労働組合協議会             | 1946年3月4日   |           | 県労協型   | ※詳細不明。 |
| 島根県労働組合総連合             |                | 18,532人  | 〃         | 各地区組織の連合体。産別系としては島根化学・日立安来製作所など。 |
| 岡山県地方労働組合会議           | 1947年4月10日  | 37,000人  | 〃         | 全逓・国鉄・日通・交通・造船・電産・蚕糸・三井鉱山などが加盟。 |
| 広島県労働組合協議会             |                |           | 〃         | ※詳細不明。 |
| 山口県労働組合共同闘争協議会     |                | 40,000人  |            | 県労連の無力化に伴い、産別系労組で新たに組織。 |
| 徳島地区産業別労働組合会議       |                |           | 地方産別型 | ※詳細不明。 |
| 香川県労働組合協議会             |                |           | 地労協型   | ※詳細不明。 |
| 愛媛県地方産業別労働組合会議     | 1946年12月     |           | 地方産別型 | ※詳細不明。 |
| 高知県労働組合協議会             |                |           | 地労協型   | ※詳細不明。 |
| 九州地方産業別労働組合会議       | 1946年12月     | 150,000人 | 地方産別型 | 鉄労・化学・全炭・電産・港湾などが加盟。久留米・直方・若松・戸畑・三池などにそれぞれ地区労協あり。                                                                   |
| 佐賀労働組合連合会               |                |           | 県労協型   | 電工・電産・総同盟などが加盟。 |
| 長崎県労働組合会議               |                |           | 〃         | 全逓・国鉄・造船・電産・港湾などが加盟。 |
| 熊本県労働組合連合会             | 1946年11月4日  | 18,500人  | 〃         | ※総同盟系を含む県下労組の連絡組織。 |
| 大分県労働組合協議会             | 1946年4月      | 20,000人  | 〃         | 全逓・国鉄・日通・機器・電産などが加盟。総同盟系が脱退(1946年7月)。総同盟・全官公などと大分地区労働組合全体会議を組織(1947年7月)。                                   |
| 宮崎県                           |                |           |            | ※未組織。 |
| 鹿児島県労働組合協議会           | 1946年6月27日  | 45,000人  | 県労協型   | 国鉄・教組・電産・港湾・海員・煙草・木材などが加盟。総同盟系・全官公系を含む県下労組の連絡組織。                                                                     |

（出典）「産別会議地方組織の状況」（産別会議第3回大会資料、1947年11月、『資料労働運動史 昭和20, 21年』、1951年、pp.766-774）より作成。

## 加盟組織とその変遷

### 結成時（1946年8月）
| 組織名                                        | 略称・通称                                    | 組合員数      | 備考                                                                           |
| --------------------------------------------- | --------------------------------------------- | ------------- | ------------------------------------------------------------------------------ |
| 全逓信従業員組合                              | 全逓                                          | 約400,000人   | 1945年12月17日発足、1946年5月31日結成大会。                                    |
| 全日通労働組合                                | 全日通                                        | 約130,000人   | 1946年4月20日結成。                                                            |
| 日本教育労働組合                              | 日教労                                        | 約117,000人   | 1946年6月26結成。 同年12月22日、全日本教員組合協議会（全教協）に合流して解散。 |
| 全日本炭鉱労働組合                            | 全炭                                          | 約96,000人    | 1946年4月22日結成。                                                            |
| 日本電気産業労働組合協議会                    | 電産協                                        | 約95,000人    | 1946年4月7日結成。                                                             |
| 全日本鉄鋼産業労働組合                        | 全鉄労                                        | 約85,000人    | 1946年4月4日結成。                                                             |
| 全日本港湾労働組合同盟                        | 港湾同盟                                      | 約30,000人    | 1946年7月27日結成。                                                            |
| 日本新聞通信放送労働組合                      | 新聞通信                                      | 29,184人      | 1946年2月9日結成。                                                             |
| 全日本医療従業員組合協議会                    | 全医協                                        | 約18,000人    | 1946年4月1日結成。                                                             |
| 全日本印刷出版労働組合                        | 印刷出版                                      | 約15,000人    | 1946年4月7日結成。                                                             |
| 日本映画演劇労働組合                          | 日映演                                        | 約12,000人    | 1946年4月28日結成。                                                            |
| 全国生命保険従業員組合連合会                  | 全生保                                        | 約10,000人    | 1946年6月4日結成。                                                             |
| 全日本機器労働組合準備会                      |                                               | 156,583人     | 1946年10月25日、全日本機器労働組合（全日本機器）を結成。                       |
| 全国化学労働組合準備会                        |                                               | 約130,000人   | 1946年8月16日、全日本化学労働組合（全日化）を結成。                            |
| 全日本進駐軍要員労働組合準備会                |                                               | 約20,000人    | 1946年11月24日、全日本進駐軍要員労働組合（全進労）を結成。                     |
| 全国水産食糧労働組合準備会                    |                                               | 約3,500人     | のち、全日本食糧労働組合（全食糧）を結成。                                     |
| 国鉄東京地方労働組合                          |                                               | 約118,000人   | 1947年6月4日、国鉄労働組合に単一化して離脱。                                   |
| 関東電気工業労働組合                          |                                               | 約60,000人    | 1946年10月23日、全日本電気工業労働組合（全電工）を結成。                       |
| 全関西造船労働組合協議会                      |                                               | 約45,000人    | 1946年9月1日、全日本造船労働組合に参加して離脱。                               |
| 国際電気通信従業員組合連合会                  |                                               | 約3,500人     |                                                                                |
| 日通自動車工業労働組合                        |                                               | 約400人       |                                                                                |
| （全国車輛産業労働組合）                      | 全国車輛                                      | ―             | 1946年5月6日結成。9月3日、産別加盟。                                           |
| （全日本木材産業労働組合）                    | 全木労                                        | ―             | 1946年6月28日結成。10月10日、産別加盟。                                        |
| 計）21団体 （12全国団体、4準備会、3地方団体） | 計）21団体 （12全国団体、4準備会、3地方団体） | 約1,630,000人 |                                                                                |

（出典）大原社会問題研究所編『日本労働年鑑』22集、pp.209-210 ほかより作成。

### 1947～50年
| 組織名                       | 略称・通称   | 47年7月   | 47年11月  | 48年3月   | 49年11月 | 50年6月 | 50年12月 | 備考 |
| ---------------------------- | ------------ | --------- | --------- | --------- | -------- | ------- | -------- | --- |
| 全逓信従業員組合             | 全逓         | 334,323   | 357,221   | 374,838   | 360,000  | 16,907  | 15,000   | 1949年10月分裂、全逓信労働組合に改称。                                                                                     |
| 全日本機器労働組合           | 全日本機器   | 113,624   | 121,252   | 119,601   | 172,614  | 107,834 | 67,000   | 1948年10月14日、機器・車輛・鉄鋼は合同して全日本金属労働組合（全金属）を結成。                                             |
| 全日本鉄鋼産業労働組合       | 全鉄労       | 68,866    | 71,352    | 57,491    | 172,614  | 107,834 | 67,000   | 1948年10月14日、機器・車輛・鉄鋼は合同して全日本金属労働組合（全金属）を結成。                                             |
| 全国車輛産業労働組合         | 全国車輛     | 32,000    | 33,293    | 28,351    | 172,614  | 107,834 | 67,000   | 1948年10月14日、機器・車輛・鉄鋼は合同して全日本金属労働組合（全金属）を結成。                                             |
| 全日本電気工業労働組合       | 全電工       | 83,799    | 84,175    | 85,016    | 172,614  | 107,834 | 67,000   | 1949年10月30日、全金属に合流。                                                                                             |
| 日本電気産業労働組合         | 電産         | 110,000   | 114,141   | 138,298   | 138,298  | 126,711 | ―        | 1947年4月7日、電産協が単一化。 1950年11月1日、産別脱退を決定。                                                             |
| 全日通労働組合               | 全日通       | 96,232    | 96,102    | 97,682    | ―        | ―       | ―        | 1949年9月25日、産別脱退を決定。                                                                                            |
| 全日本炭鉱労働組合           | 全炭         | 87,852    | 127,032   | ―         | ―        | ―       | ―        | 1947年12月15日、全日本石炭産業労働組合（全石炭）の結成にともない産別離脱。                                                 |
| 全日本化学労働組合           | 全日化       | 63,600    | 108,311   | 97,214    | ―        | ―       | ―        | 1947年11月16日、全日本化学産業労働組合に改組・発展。 1949年8月19日、大化学産業労働組合会議（大化学）の結成に伴い産別離脱。 |
| 全日本木材産業労働組合       | 全木労       | 38,999    | 38,999    | 9,620     | 9,000    | 1,574   | 3,000    | |
| 全日本港湾労働組合同盟       | 港湾同盟     | 28,000    | 25,958    | 29,000    | 28,000   | ―       | ―        | 1949年6月2日、組織を単一化して全日本港湾労働組合に改組。 1950年5月23日、産別脱退を決定。                                   |
| 全日本進駐軍要員労働組合     | 全進労       | 24,759    | 30,165    | 20,851    | ―        | ―       | ―        | |
| 全日本医療従業員組合協議会   | 全医協       | 18,258    | 17,578    | 1,420     | 1,905    | 1,881   | 1,300    | |
| 全日本印刷出版労働組合       | 印刷出版     | 17,207    | 17,059    | 18,289    | 17,100   | 14,177  | 6,000    | |
| 日本新聞通信放送労働組合     | 新聞通信     | 16,597    | 26,556    | ―         | ―        | ―       | ―        | 1948年5月5日、産別脱退を決定。 同年8月1日に全日本新聞労働組合（全新聞）に改組。                                            |
| 全国生命保険従業員組合連合会 | 全生保       | 15,000    | 14,751    | 16,775    | 14,296   | ―       | ―        | 1949年12月、産別脱退を決定。のち生保総連を結成。                                                                           |
| 日本映画演劇労働組合         | 日映演       | 10,848    | 12,193    | 11,649    | 9,000    | 7,480   | 4,200    | |
| 全日本食糧労働組合           | 全食糧       | 4,700     | 4,289     | 4,625     | 4,600    | ―       | ―        | 1948年頃、日本冷蔵労働組合（日冷労組）に改組。 1950年頃、産別脱退。                                                        |
| 昭和電工労働組合             |              |           | 1,200     | ―         | ―        | ―       | ―        | |
| 埼玉繊維労働組合準備会       |              |           | 1,400     | ―         | ―        | ―       | ―        | |
| 日石・帝石労組               |              |           |           | 11,300    | ―        | ―       | ―        | 1949年1月に帝石が、10月に日石が脱退。                                                                                      |
| 全建設省労働組合             | 全建労       |           |           | 10,000    | 9,652    | ―       | ―        | |
| 東京土建一般労働組合         | 東京土建     |           |           |           | 5,000    | 3,868   | 15,000   | |
| 組合員数計）                 | 組合員数計） | 1,174,168 | 1,303,027 | 1,122,020 | 769,813  | 290,084 | 111,500  | (注) 1947年7月の数値は文献ママ。                                                                                           |
| 団体数）                     | 団体数）     | 18団体    | 20団体    | 17団体    | 12団体   | 9団体   | 7団体    | |

（出典）労働省編『資料労働運動史』各年版（労務行政研究所）より作成。1950年6月分のみ、大原社会問題研究所編『日本労働年鑑』24集、p.577

## 出版物
- 機関紙：『労働戦線』
- 定期刊行物：『情報』『週刊情報』『調査資料』『週刊旬報』『働くなかま』『産別情報』『労働者』など
- パンフレット：「産別シリーズ」として発行した森長英三郎『生産管理の合法性』，横山不二夫『労働組合と政治活動』など
- リーフレット：『メーデーの話』（第1集）、『世界労連の旗の下に』（第2集）など[24]

## 関連団体
労農救援会
労働運動や農民運動に対する弾圧によって生じた被害者を救援する人権・法曹団体。前身は1928年に結成された「解放運動犠牲者救援会」、1930年に国際団体に加盟して日本赤色救援会に改称した。敗戦後、1945年10月に「解放運動犠牲者救援会」として再建し、1946年1月に「勤労者生活擁護協会」となった。同年12月に個人加盟制から団体加盟制に改組して「労農運動救援会」となり、1948年12月に「日本労農救援会」と改称した。産別会議の弱体化に伴って労農救援会の方も弱体化する。その後、1951年11月に改称して現在は日本国民救援会。
産業復興会議、経済復興会議
産別会議が参加した経済再建のための協議団体。敗戦後の経済混乱のなかで、労働組合もまた経済再建に取り組んだ。右派の総同盟が労使協調的な「経済復興運動」に取り組んだのに対して、産別会議は「産業復興会議」を結成して、労働者による経済復興を唱えて団体交渉やストライキを重視した。1946年10月7日結成で、全炭・国鉄総連・電産協など21組合、民科・関東食糧民主協議会などが参加した。1947年に入って総同盟との関係が改善すると、経営協議会は戦時中の産業報国会とは異なるものである等の確認のもとに、2月6日、総同盟・日労会議・経済同友会・日産協・技術連盟などとともに「経済復興会議」を組織した。
日本民主婦人協議会（民婦協）
産別会議に参加している労働組合の婦人部を中心に、婦人民主クラブ・日本協同組合同盟婦人部などが参加して1948年4月19日に結成。婦人団体協議会（婦団協議、1949年5月結成）、日本婦人会議（1949年12月開催）、日本子どもを守る会（1952年5月結成）などに関わった。
労農連絡会、民主主義擁護同盟（民擁同）
「労農連絡会」は、労農関係議員と労農団体との連絡協議機関。当初社会党は結成に反対していたものの、1948年6月9日に結成されると社共両党・緑風会・無所属議員83名（うち社会党60名）、総同盟を除くほぼすべての労農団台が加盟した。芦田内閣における1948年度予算や政令201号問題での反対などを行った。労農連絡会は、自由・平和・独立の統一戦線の一環として「民主主義擁護同盟」の結成を提唱し、同年8月27日に民擁同の結成を見た。民擁同には共産党・労農党・産別会議・日農・部落解放全国委員会など95団体が加盟。政令201号反対運動、平和運動などを行ったが、朝鮮戦争時の弾圧で1950年6月に解散。
中央教育復興会議
産別会議が参加した教育再建のための協議機関。社会党・共産党・国民協同党、産別会議・総同盟・日農・日教組などの労働団体、全学連など50の関連団体と13の地方教育復興会議代表によって1948年6月17日に結成。6・3制完全実施のための予算の確保などを目指した運動を行った。
平和擁護日本委員会、全面講和愛国運動協議会（全愛協）
世界的な平和運動に連なる平和運動団体。1949年4月20～25日に開かれた第1回平和擁護世界大会に合わせて、日本でも4月25～26日に平和擁護日本大会を開催し、各界の著名人300名、産別会議を含む101団体代表の計1200名が出席した。大会は8項目の平和綱領を採択し、翌年2月27日に平和を守る会が発足した。1950年8月7日に「平和擁護日本委員会」と改称し、ストックホルム・アピール署名運動や講和問題などに取り組んだ。また、講和問題をめぐっては、共産党・労農党・産別会議・日農・関西主婦連など約60団体が加盟した「全面講和愛国運動協議会」（全愛協）も1951年1月15日に組織され、サンフランシスコ講和条約の締結後の1952年11月4日に平和擁護日本委員会と合同した。1956年8月7日に改称して現在は日本平和委員会。